# Aeroporto de Amesterdão Schiphol
O Aeroporto de Amesterdão-Schiphol (IATA: AMS, ICAO: EHAM), é o principal aeroporto dos Países Baixos e um dos principais aeroportos da Europa. Localiza-se ao sudoeste de Amesterdão. Schiphol foi o quarto aeroporto mais movimentado da Europa em 2014, com cerca de 55 milhões de passageiros, após Heathrow (Londres), Charles de Gaulle (Paris) e Rhein-Main (Frankfurt). Devido ao imenso tráfego, algumas companhias aéreas de baixo custo decidiram mudar de aeroporto e em vez de ficarem em Schiphol, foram para Aeroporto de Roterdã-Haia.
O aeroporto está localizado no município de Haarlemmermeer, no sul da província de Holanda do Norte e está localizado a cerca de 15 quilômetros a sudoeste de Amesterdão. O aeroporto é de propriedade do Schiphol Group (nome registrado: "NV Schiphol Airport"), cujos accionistas são o Estado neerlandês, os municípios de Amesterdão e Roterdão, e Aéroports de Paris.
Schiphol é o lar das companhias aéreas holandesas KLM, Corendon Airlines, Arkefly e Transavia. Além disso, é o centro europeu do Delta Air Lines, também como base para a Vueling e a EasyJet. Schiphol está localizado a poucos metros abaixo do nível do mar e tem seis pistas.

## Visão geral
O Aeroporto de Schiphol é um importante aeroporto europeu, ocupando a terceira posição dos aeroportos mais movimentados da Europa e na décima posição dos aeroportos mais movimentados do mundo em 2017. Também é considerado o quinto mais movimentado em tráfego de passageiros internacionais e o décimo sexto mais movimentado em volume de carga. 68 515 425 passageiros passaram pelo aeroporto em 2017. Os seus principais concorrentes em movimento de passageiros e carga são Londres-Heathrow, Frankfurt, Paris-Charles de Gaulle, Istambul Atatürk e Madrid-Barajas.
Em 2010, 65,9% dos passageiros voaram para Europa, 11,7% para a América do Norte e 8,8% para a Ásia. Em movimento de carga os destinos foram principalmente para a Ásia (45%), e a América do Norte (17%).
Também em 2010, 106 companhias aéreas forneceram um total de 301 destinos regulares. O destinos dos passageiros foram servidos por 91 companhias aéreas. Os destinos diretos (sem escala) aumentaram para 9 para um total de 274. Destinos cargueiros regulares operados por companhias aéreas cargueiras aumentaram de 8 para um total de 27.
O aeroporto é construído como um único e grande terminal, dividido em 3 grandes salas de embarque, que se conectam novamente ao lado do ar. O mais recente deles foi construído em 1993 e foi expandido em 2007 com uma nova seção, chamada Terminal 4, embora não seja um prédio separado. Um novo píer deve ser inaugurado em 2019 com uma extensão prevista para estar operacional até 2023. Existem planos para expansão de terminais e portões adicionais, incluindo a construção de um novo terminal separado entre as pistas de Zwanenburgbaan e Polderbaan que terminaria com um terminal único.
Devido ao tráfego intenso e altas taxas de pouso (devido ao limite de 500 000 voos por ano), algumas transportadoras de baixo custo decidiram mudar seus voos para aeroportos menores, como o Aeroporto de Roterdã-Haia e o Aeroporto de Eindhoven. Muitas transportadoras de baixo custo, como EasyJet e Transavia, no entanto, continuam a operar em Schiphol, usando o baixo custo H pier. O Aeroporto de Lelystad está atualmente sendo expandido para acomodar alguns dos voos de baixo custo e de lazer que operam atualmente fora de Schiphol, levando até 45 000 voos por ano.

## Estatísticas
Ver a consulta original do Wikidata.